# Pdogg
Pdogg (피독?, PidokLR), pseudonimo di Kang Hyo-won (강효원?, Gang Hyo-wonLR) (Changwon, 1983), è un produttore discografico, compositore e paroliere sudcoreano.

## Biografia
Kang si avvicina alla musica durante le scuole elementari partecipando a un gruppo vocale, prima di interessarsi all'hip hop influenzato da Snoop Dogg, in onore del quale crea lo pseudonimo "Pdogg" unendo la P di "produttore" a "Dogg". Studia musica vocale alle scuole medie e superiori, ed è in questi anni che comincia a scrivere canzoni, formando una crew insieme ai suoi amici ed esibendosi nei club di Pusan. Nell'estate 2007 conosce il fondatore della Big Hit Entertainment Bang Si-hyuk attraverso una comunità musicale online dove aveva caricato alcune sue composizioni, e Come Back e Love vengono scelte per figurare, rispettivamente, nel primo album in studio degli 8Eight, The First, e nel terzo album in studio di Lim Jeong-hee. Bang gli offre un posto nella compagnia e Pdogg si trasferisce pertanto a Seul, abbandonando gli studi musicali contro il parere dei genitori. Nel 2010 Sleepy del duo hip hop Untouchable, conosciuto quando si esibiva a Pusan, gli fa ascoltare alcune registrazioni del rapper diciassettenne Kim Nam-joon, e Pdogg, colpito dalla sua abilità, convince Bang a scritturarlo, avviando il progetto che nel 2013 dà vita alla boy band BTS, della quale diventa il principale produttore. Per il ruolo svolto nella carriera del gruppo, nel novembre 2020 una puntata della competizione canora Bulhu-ui myeonggok: Jeonseor-eul noraehada viene dedicata alle sue canzoni. Oltre che per gli 8Eight, Lim Jeong-hee e i BTS, ha prodotto canzoni anche per Baek Ji-young, le Glam, i Teen Top, Jo Kwon, i TXT e altri.

## Stile
Pdogg produce prevalentemente musica hip hop e R&B influenzata dal G-funk e dalla scena musicale di Los Angeles e della West Coast.

## Riconoscimenti
- Asia Artist Award
  - 2018 – Miglior produttore[9]
- Asian Pop Music Award
  - 2023 – Candidatura Miglior produttore straniero per Proof dei BTS[10]
- Circle Chart Music Award
  - 2017 – Miglior compositore[11]
- KOMCA Award[12]
  - 2018 – Gran premio come paroliere
  - 2018 – Gran premio come compositore
  - 2019 – Gran premio come paroliere
  - 2019 – Gran premio come compositore
  - 2020 – Gran premio come paroliere
  - 2020 – Gran premio come compositore
  - 2021 – Gran premio come paroliere
  - 2021 – Gran premio come compositore
  - 2022 – Gran premio come paroliere
  - 2022 – Gran premio come compositore
- Mnet Asian Music Award
  - 2017 – Miglior produttore dell'anno per Love Yourself: Her dei BTS[13][14]
  - 2018 – Miglior produttore dell'anno per Love Yourself: Answer dei BTS[15][16]
  - 2019 – Miglior compositore dell'anno per Boy with Luv dei BTS[17][18]
  - 2020 – Miglior produttore dell'anno per Dynamite dei BTS[19]